# Hệ thống tín chỉ tại Việt Nam
Hệ thống tín chỉ tại Việt Nam là một phương pháp đào tạo được áp dụng đối với giáo dục đại học có nguồn gốc từ Phương pháp đào tạo theo hệ thống tín chỉ ra đời năm 1872 tại Hoa Kỳ. Nó được đánh giá là một phương pháp đào tạo tiên tiến và hiện nay đang được triển khai áp dụng rộng rãi tại Việt Nam.

## Lịch sử
Tại Việt Nam, dưới chế độ Việt Nam cộng hòa trước năm 1975, một số trường đại học chịu ảnh hưởng của Mỹ tại Miền Nam Việt Nam đã áp dụng hệ thống tín chỉ như Viện Đại học Cần Thơ, Viện Đại học Bách khoa Thủ Đức... Năm 1975 sau khi Việt Nam thống nhất, hệ thống tín chỉ bị bãi bỏ, mô hình đại học của Việt Nam chịu ảnh hưởng của Liên Xô với phương pháp đào tạo theo học chế niên chế. Cùng với công cuộc đổi mới của đất nước năm 1986, giáo dục đại học tại Việt Nam cũng có sự chuyển biến tích cực. Vào năm 1987, Hội nghị Hiệu trưởng đại học tại Nha Trang đã đưa ra nhiều chủ trương đổi mới giáo dục đại học, trong đó có chủ trương triển khai trong các trường đại học quy trình đào tạo 2 giai đoạn và môdun-hoá kiến thức. Theo chủ trương này, phương pháp đào tạo theo học chế học phần đã ra đời và được triển khai trong toàn bộ hệ thống các trường đại học và cao đẳng Việt Nam từ năm 1988 đến nay. Học chế học phần được xây dựng trên tinh thần tích lũy dần kiến thức theo các môđun trong quá trình học tập, tức là cùng theo ý tưởng của học chế tín chỉ xuất phát từ Mỹ. Tuy nhiên, những khó khăn về đời sống thời kì bao cấp nói chung và trong các trường đại học nói riêng lúc đó chưa cho phép đặt vấn đề thực hiện môđun hóa triệt để, học chế học phần chưa thật sự mềm dẻo như học chế tín chỉ của Mỹ,mà được coi là sự kết hợp giữa học chế niên chế với học chế tín chỉ.
Vào năm 1992 Vụ Đại học Bộ giáo dục và đào tạo Việt Nam đã gợi ý cho Đại học Tổng hợp Hà Nội, tiền thân của Đại học quốc gia Hà Nội, áp dụng học chế tín chỉ, nhưng đã bị từ chối. Từ niên khoá 1993-1994, khi những khó khăn chung của đất nước và của các trường đại học dịu bớt, Bộ giáo dục và đào tạo Việt Nam khuyến khích các trường đại học cải tiến học chế học phần để có học chế học phần triệt để hơn, tiến tới áp dụng hoàn toàn Phương pháp đào tạo theo hệ thống tín chỉ. Nơi đầu tiên thực hiện quá trình chuyển đổi này là Trường Đại học Bách khoa thành phố Hồ Chí Minh (niên khóa 1993-1994). Sau đó một năm (niên khóa 1994-1995) các trường Trường Đại học Đà Lạt, Trường Đại học Cần Thơ, Trường Đại học Thủy sản Nha Trang cũng áp dụng học chế tín chỉ. Tiếp theo là một khoa của Trường Đại học Xây dựng Hà Nội, Trường Đại học Dân lập Thăng Long...
Để tăng tính liên thông của hệ thống giáo dục đại học Việt Nam và hội nhập với giáo dục đại học thế giới, trong những năm gần đây Nhà nước Việt Nam đã đưa ra chủ trương mở rộng áp dụng học chế tín chỉ. Ngày 30 tháng 7 năm 2001, Bộ trưởng Bộ Giáo dục và Đào tạo ra Quyết định số 31/2001/QĐ-BGD&ĐT về việc thí điểm tổ chức đào tạo, kiểm tra, thi và công nhận tốt nghiệp đại học, cao đẳng hệ chính quy theo học chế tín chỉ. Trong Quy hoạch mạng lưới trường đại học, cao đẳng giai đoạn 2001-2010 được Thủ tướng Chính phủ phê duyệt theo Quyết định 47/2001/QĐ-TT có nêu: các trường cần thực hiện quy trình đào tạo linh hoạt, từng bước chuyển việc tổ chức quy trình đào tạo theo niên chế sang học chế tín chỉ. Trong Báo cáo về Tình hình Giáo dục của Chính phủ trước kỳ họp Quốc hội tháng 10 năm 2004 lại khẳng định mạnh mẽ hơn: Chỉ đạo đẩy nhanh việc mở rộng học chế tín chỉ ở các trường đại học, cao đẳng, trung học chuyên nghiệp và dạy nghề ngay từ năm học 2005-2006, phấn đấu để đến năm 2010 hầu hết các trường đại học, cao đẳng đều áp dụng hình thức tổ chức đào tạo này. Ngày 15 tháng 8 năm 2007, Bộ trưởng Bộ Giáo dục và Đào tạo ra Quyết định số 43/2007/QĐ-BGDĐT ban hành Quy chế đào tạo đại học và cao đẳng hệ chính quy theo hệ thống tín chỉ (thường được gọi tắt là Quy chế 43)..
Giáo dục Việt Nam đang khẩn trương xây dựng một lộ trình chuyển đổi từ học chế học phần sang học chế tín chỉ trong toàn bộ hệ thống giáo dục đại học nhằm tiếp thu triệt để tinh hoa của nền giáo dục tiên tiến của thế giới, đồng thời kết thúc thời kì tồn tại hai phương thức đào tạo song song gây khó khăn trong việc đánh giá sinh viên học theo hai phương thức này với hai thang điểm khác nhau (thang điểm 10 và thang điểm 4) mà chưa có một công thức quy đổi điểm thống nhất trong cả nước.

## Một số định nghĩa

### Học phần
Học phần là lượng kiến thức thường từ 2 đến 4 tín chỉ và phân bố đều trong một học kỳ. Chúng được định nghĩa để thuận tiện cho sinh viên tích luỹ trong quá trình học tập. Học phần được xây dựng lên có thể là một phần của một môn học hoặc là tổ hợp gồm nhiều môn học. Các trường Đại học, Cao đẳng quy định ký hiệu mỗi học phần bằng một mã số riêng bao gồm hai loại học phần: học phần bắt buộc và học phần tự chọn. Học phần bắt buộc bao gồm những kiến thức chủ yếu của mỗi chương trình. Học phần tự chọn bao gồm những kiến thức cần thiết, nhưng sinh viên được tự chọn theo hướng dẫn của cố vấn học tập để tích luỹ đủ số học phần quy định cho mỗi chương trình..

### Tín chỉ
Tín chỉ được sử dụng để tính khối lượng học tập của sinh viên. Một tín chỉ được quy định bằng 15 tiết học lý thuyết; 30 - 45 tiết thực hành, thí nghiệm hoặc thảo luận; 45 - 90 giờ thực tập tại cơ sở; 45 - 60 giờ làm tiểu luận, bài tập lớn hoặc đồ án, khoá luận tốt nghiệp.
Đối với những học phần lý thuyết hoặc thực hành, thí nghiệm, để tiếp thu được một tín chỉ sinh viên phải dành ít nhất 30 giờ chuẩn bị cá nhân. Hiệu trưởng các trường quy định cụ thể số tiết, số giờ đối với từng học phần cho phù hợp với đặc điểm của trường. Đối với những chương trình, khối lượng của từng học phần đã được tính theo đơn vị học trình, thì 1,5 đơn vị học trình được quy đổi thành 1 tín chỉ. Một tiết học được tính bằng 50 phút.
Phụ thuộc vào quy định của từng Trường Đại học ở Việt Nam, 1 tín chỉ tương đương với 1,42 - 3 tín chỉ của hệ thống ECTS (European Credit Transfer and Accumulation System). Tại Trường Đại học Ngoại thương hệ số này là 1,42 - 1,83; tại Trường Đại học Bách khoa Đà Nẵng và Học viện Ngân hàng là 1,42 - 2

## Các loại thang điểm và cách quy đổi

### Thang điểm theo quy chế 43
Quy chế 43 quy định ba loại thang điểm là thang điểm 10, thang điểm chữ và thang điểm 4 gồm 5 mức cơ bản như sau.:
| Xếp loại       | Thang điểm 10 | Thang điểm chữ | Thang điểm 4 | Ghi chú   |
| -------------- | ------------- | -------------- | ------------ | --------- |
| Giỏi           | 8,5 - 10      | A              | 4            | Đạt       |
| Khá            | 7,0 - 8,4     | B              | 3            | Đạt       |
| Trung bình     | 5,5 - 6,9     | C              | 2            | Đạt       |
| Trung bình yếu | 4,0 - 5,4     | D              | 1            | Đạt       |
| Kém            | < 4,0         | F              | 0            | Không đạt |

Thang điểm này có sự chênh lệch quá lớn giữa hai cách tính điểm: theo trung bình cộng trên thang điểm 10 trước đây và theo thang điểm 4. Do khoảng cách giữa 2 mức điểm (range) quá lớn, tính không liên tục của thang đo đã làm cho sai số của kết quả cuối cùng tăng lên đáng kể. Kết quả vận dụng ban đầu ở một vài trường đại học đối với Qui chế này đã nảy sinh một số bất cập như tại Trường Đại học Bách khoa Đà Nẵng, Trường Đại học Cần Thơ... Năm học 2006-2007 có 1028/5073 sinh viên khoá 2006 - 2007 học theo hệ thống tín chỉ tại trường Đại học Bách khoa Đà Nẵng có nguy cơ bị buộc thôi học do kết quả học tập không đạt theo cách tính điểm này.

### Thang điểm được nhiều trường đại học áp dụng
Do bất cập của thang điểm theo quy chế 43, nhiều trường đã khắc phục bằng cách quy định thang điểm nhiều mức dựa trên 5 mức cơ bản của quy chế 43, để giảm khoảng cách giữa hai mức điểm, giúp cho việc đánh giá, phân loại sinh viên được chính xác hơn.
| Thang điểm 10 | Thang điểm chữ | Thang điểm 4 | Ghi chú |
| ------------- | -------------- | ------------ | --- |
| 8,5 - 10      | A              | 4            | Đạt. Trường Đại học Ngoại ngữ và Trường Đại học Khoa học Xã hội và Nhân Văn thuộc Đại học Quốc gia Hà Nội quy định chi tiết hơn với thang điểm này là 8,5 – 8,9 (A= 3,7) và 9,0– 10 (A+ =4). Đại học Y Dược Thành phố Hồ Chí Minh quy định 8,5-9,4 (A=4) và 9,5-10 (A+=4) |
| 8,0 - 8,4     | B+             | 3,5          | Đạt |
| 7,0 - 7,9     | B              | 3            | Đạt |
| 6,5 - 6,9     | C+             | 2,5          | Đạt |
| 5,5 - 6,4     | C              | 2            | Đạt |
| 5,0 - 5,4     | D+             | 1,5          | Đạt |
| 4,0 - 4,9     | D              | 1            | Đạt |
| < 4,0         | F              | 0            | Không đạt |

Thang điểm này đã được áp dụng tại Trường Đại học Vinh vào năm 2011, Học viện Tài chính và Trường Đại học Công nghiệp Thực phẩm Thành phố Hồ Chí Minh vào năm 2012, Trường Đại học Cần Thơ vào năm 2014, Đại học Y Dược Thành phố Hồ Chí Minh vào năm 2017 

### Quy đổi từ thang điểm 4 sang thang điểm 10
Việc sử dụng cùng lúc hai loại thang điểm, thang điểm 4 theo phương pháp học chế tín chỉ và thang điểm 10 theo phương pháp học phần niên chế ở nhiều trường Đại học và Cao đẳng tại Việt Nam gây khó khăn cho các cơ quan tuyển dụng và các tổ chức cấp học bổng trong việc so sánh, đối chiếu thành tích học tập của sinh viên. Vì vậy người ta đề ra quy tắc quy đổi từ thang điểm 4 sang thang điểm 10.. Mặt khác, đây cũng là bước trung gian để quy đổi từ thang điểm 4 theo quy chế đào tạo tín chỉ sang thang điểm 100 trong Nghị định 29/2012/NĐ-CP về tuyển dụng, sử dụng và quản lý viên chức của Việt Nam ban hành năm 2012 (thang điểm 10 nhân với 10 thành thang điểm 100).
Tuy nhiên, trong hệ thống quản lý nhà nước của Việt Nam vẫn chưa có một công thức quy đổi nhất quán trong cả nước dẫn tới việc nhiều cơ quan của nhà nước áp dụng công thức quy đổi: "Điểm thang 10" = "Điểm thang 4" X 2,5 trong cả dải điểm từ 2-4 của thang điểm 4, như trường hợp của Sở Nội vụ Bắc Giang...

## Đánh giá
- Đánh giá của hai tiến sĩ Eli Mazur và Phạm Thị Ly:

Việt Nam đang đối mặt với áp lực từ hai phía: sự bùng nổ số lượng sinh viên và yêu cầu về chất lượng giáo dục đại học, đang hết sức quan tâm cải tiến quản lý nhằm giải quyết mâu thuẫn trên và đang tập trung sự chú ý vào Phương pháp đào tạo theo hệ thống tín chỉ có nguồn gốc từ Mỹ. Tuy vậy, ở nước Mỹ, hệ thống tín chỉ không hề là một hệ thống. Giờ tín chỉ (credit hour) không có một định nghĩa chung và hệ thống tín chỉ thừa nhận những hình thức hoàn toàn khác nhau ở các trường đại học hàng đầu ở nước Mỹ...Hệ thống tín chỉ tại Việt Nam đang được áp dụng như một cơ chế quản lý đơn thuần để tính đếm quá trình học tập của sinh viên nhằm đạt được tấm bằng đại học. Việc dùng hệ thống tín chỉ để chồng lên trên hệ thống hiện tại của giáo dục đại học Việt Nam sẽ không đem lại những kết quả mong muốn và không tạo ra được sự cổ vũ khuyến khích cho chất lượng và sự linh hoạt như trong các đại học Mỹ. Các nhà làm chính sách Việt Nam cần nhớ rằng hệ thống tín chỉ Mỹ không phải đã được thiết kế và thực hiện một cách đơn độc ở Mỹ mà là sản phẩm của phong trào chuyển từ hệ thống bắt buộc sang hệ thống tự chọn và nó cũng không phụ thuộc vào sự biến đổi có hệ thống trong việc quản lý đại học.